# الاتحاد الوطني (بيرو)
الاتحاد الوطني (بالإسبانية: Unión Nacional) كان حزبًا سياسيًا في بيرو.
كان يسمى في الأصل الحزب الراديكالي من قبل أحد مؤسسيه مانويل غونزاليس برادا. بدا هذا الاسم تصادميًا جدًا للكثيرين في الحزب، وبالتالي أصبح يُعرف باسم الاتحاد الوطني. نشأ الحزب من الدائرة الأدبية وتحول إلى حزب سياسي في عام 1891.
كان أحد الأسباب الرئيسية لتشكيله هو إنشاء حزب للأفكار، وتجنب عبادة الشخصية التي وجهت الأحزاب الأكثر تقليدية. كانت إحدى الأفكار التي أبرزها هي الدعوة إلى هجرة أوروبية أكبر إلى بيرو. يبدو أن مثل هذا الموقف يمثل مفارقة لأن العديد من أعضائه دافعوا عن مواطني بيرو الناطقين بلغة الكيتشوا. الطريقة الوحيدة لفهم هذه المفارقة هي أن نتذكر أن الاتحاد الوطني تأسس جزئيًا على مُثُل الليبرالية وأن اللغة الإسبانية كانت لغة التجارة.